# نافا اوربا

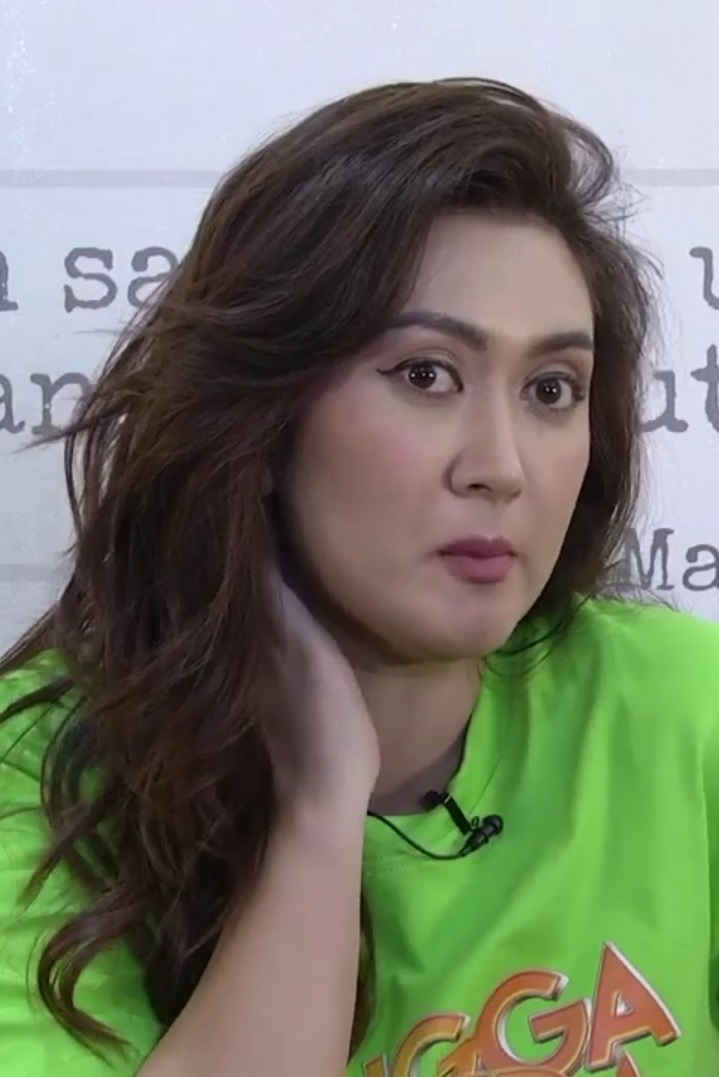
نافا اوربا

نافا اوربا (اندونزیایی: Nafa Urbach؛ زادهٔ ۵ آوریل ۱۹۸۰) یک خواننده و هنرپیشه اهل اندونزی است.